# Jack Ackerman
Jack Ackerman (Pseudonym Jacky Roy; *  20. September 1931 in Atlantic City, New Jersey, Vereinigte Staaten; † 27. April 1991 in Los Angeles, Kalifornien, Vereinigte Staaten) war ein US-amerikanischer Songwriter, Sänger und Schauspieler.

## Leben
Jack Ackermans erster Erfolg als Songwriter war 1951 der gemeinsam mit George Litto (1930–2019) und Marty Napoleon verfasste Song M–M–M, der von Louis Armstrong interpretiert wurde. Mit Litto verfasste er in den 1950er Jahren mehrere Songs, von denen er selbst einige unter dem Pseudonym Jacky Roy sang und bei Columbia Records veröffentlichte. Sal Mineo machte 1957 den Song Lasting Love zu einem Hit. Im selben Jahr übernahm er die Rolle des Leiters einer Tanzschule im Film Shadows (deutsch: Schatten) von John Cassavetes. Er schrieb und sang das Titellied Beautiful zum Soundtrack des Films. Darauf ging Ackerman an den Broadway und schrieb Songs für Ziegfeld Follies, die von Beatrice Lillie and Billy De Wolfe gesungen wurden. 1960 ging er wieder nach Hollywood, um mit John Cassavetes bei dem  Film Too Late Blues von Paramount Pictures  zusammenzuarbeiten. Hier schrieb er mit der Hauptdarstellerin Stella Stevens gemeinsam Texte für die Filmmusik von David Raksin. Von da an begann seine Karriere als Songwriter für Filme. 1962 folgten weitere Titelsongs zu Filmen Stagecoach To Dancers Rock, Wild Harvest (deutsch Wilde Ernte) und 1965 zu Tell Me In The Sunlight. Mit Stella Stevens und Bert Shefter arbeitete er gemeinsam an den Liedern zu The Last Shot You Hear bei 20th Century Fox. 1968 komponierte er die Musik zum Film Faces (deutsch: Gesichter) von John Cassavetes. Bei dessen Film Husbands (deutsch: Ehemänner) war er 1970 musikalischer Leiter. Später spielte er im Film Gli intoccabili (deutsch: Die Unschlagbaren), bei dem Cassavetes die Hauptrolle spielte und zu dem er selbst einen Song schrieb. Weitere Filmauftritte hatte er in den Filmen Lepke (deutsch: Der Gangsterboss von New York), Capone und Stiletto. Mit Billy Preston arbeitete als Songwriter verstärkt zusammen. Zehn seiner Lieder wurden von Preston bei Motown und A&M Records eingespielt. Weitere Songs schrieb er für Judy Garland und viele andere. Er starb am 27. April 1991 in Los Angeles an einem Hirntumor.